# روث ترينغهام
روث ترينغهام (بالإنجليزية: Ruth Tringham)‏ (من مواليد 14 أكتوبر 1940) عالمة أنثروبولوجيا مهتمة بآثار أوروبا التي تعود إلى العصر الحجري الحديث وبآثار جنوب غرب آسيا. وهي أستاذة بكلية الدراسات العليا (قسم الأنثروبولوجيا) بجامعة كاليفورنيا في بيركلي، ومديرة التطوير ورئيسة مركز الآثار الرقمي، وهو منظمة غير ربحية أُسست مؤخرًا. قبل الذهاب إلى بيركلي، درست في جامعة هارفارد وكلية لندن الجامعية. تشتهر ترينغهام على الأرجح بسبب أعمالها في سيليفاتش الصربية (1976-1979) وأوبوفو الصربية (1983-1989)، وأعمالها في مستوطنة كيولوليث في بودغوريتسا ببلغاريا (1995)، وفي موقع تشاتالهويك الشهير بتركيا (1997) .

## نشأتها وهواياتها
وُلدت ترينغهام في 14 أكتوبر 1940 في قرية أسبلي غويز التابعة لمقاطعة بيدفوردشير بإنجلترا. كانت الشقيقة الوسطى لأخوين أكبر منها سنًا وأخ وأخت أصغر سنًا. عندما كانت في الخامسة من عمرها، انتقلت عائلتها إلى لندن حيث التحقت بالمدرسة الابتدائية حتى بلغت الحادية عشرة من عمرها. انتقلت عائلتها إلى هامبستيد بعد أن حصلت على منحة دراسية في «مدرسة جميع الفتيات الثانوية»، وتُعتبر المنحة جزءًا من صندوق «مدارس اليوم العامة للفتيات» في شمال لندن. خلال المدرسة الثانوية، تعلمت اللاتينية واليونانية وشاركت بشكل فعال في نوادي الأطفال في متحف التاريخ الطبيعي في لندن، وهناك تعرفت على أساليب البحث المناسبة. وأثناء نشأتها، شجعتها أمها على التشكيك في الثوابت والبحث في السياقات التي تستند إليها هذه الثوابت. وهذه النصيحة المبكرة قد أدت بها إلى بعض أفكارها وأساليبها المبتكرة.
بدأت العزف على آلة الكمان في سن التاسعة واستمرت بذلك حتى سن الثامنة عشرة تقريبًا. طوال مسيرتها في الكلية، كانت تعزف على القيثارة وتغني الأغاني الشعبية التي جمعتها من مختلف البلدان التي زارتها. في وقت لاحق، بدأت في غناء الكورال في بوسطن، ثم غنت في حفلة باخ بكالفورنيا. بعد بضع سنوات، في عام 1984، انضمت إلى جوقة سان فرانسيسكو السيمفونية، حيث ساعدت في تسجيل العديد من الأقراص المدمجة وتسجيل أغنية «كارميلا بورانا» لـ«كارل أورف» والتي حازت على جائزة «غرامي». تطورت أيضًا لديها هوايات أخرى، مثل ممارسة المبارزة وكرة الطائرة وكرة المضرب والتزلج والمشي لمسافات طويلة ورسم اللوحات الزيتية.

## حياتها التعليمية
في الثالثة عشر من عمرها، قامت للمرة الأولى بالتنقيب في نادي التاريخ الطبيعي، ومن بعدها، عرفت أنها تريد أن تكون عالمة آثار، وكان ذلك بحلول السادسة عشرة من عمرها. حصلت على كل من شهادتي البكالوريوس والدراسات العليا من جامعة إدنبرة - قسم الآثار. وقد اختارت إدنبره بسبب نظرتها الأوروبية الخالصة. شجعها رئيس القسم ستيوارت بيغوت على التنقيب في موقع يرجع للعصر الحديدي في الدنمارك. أعقبت هذا التنقيب بمسح شامل على طول نهر الباسفيك في النرويج. كانت في طريقها لتصبح متخصصة في علم الآثار الاسكندنافية. ومع ذلك، كانت هناك نقطة تغيير رئيسية في حياتها المهنية خلال السنين الأولى كنتيجة لرحلة عمل ميداني قامت بها في تشيكوسلوفاكيا. إذ قامت أثناء وجودها هناك بالتنقيب في موقع يرجع للعصر الحجري الحديث في بيلاني برفقة بوميل سودسكي. أصبحت مفتونة بآثار أوروبا الشرقية واهتماماتها البحثية، رغم أنها تغيرت إلى حد ما، ما تزال باقية في تلك المنطقة. كتبت كلتا أطروحتيها لنيل درجة البكالوريوس والدكتوراه عن أوروبا الشرقية. الأطروحة الأولى كانت عن تماثيل صلصال تعود إلى العصر الحجري الحديث في أوروبا الشرقية، بينما أطلقت على الثانية اسم العصر الحجري الحديث الأسبق في أوروبا الوسطى: دراسة ثقافة الفخار الخطي وعلاقاته مع الثقافات المعاصرة في جنوب شرق أوروبا. حصلت على درجة الدكتوراه في عام 1966. وبعد خمس سنوات، أهدت أول كتاب لها بعنوان القناصون وصيادو السمك والمزارعون: 6000 إلى 3000 قبل الميلاد إلى جوردون تشايلد وستيوارت بيغوت وبوهوميل سودسكي وبيتر أوككو.

## حياتها المهنية

### الاهتمامات البحثية والنظرية
طوال حياتها المهنية، جلبت ترينغهام العديد من الأفكار المبتكرة لعلم الآثار وتحدت وجهات النظر التقليدية. حاولت التأثير على الطرق التي يستخدمها علماء الآثار، مُضفيةً بذلك مزيدًا من الهوية للماضي. تتضمن جوانب اهتماماتها الخاصة علم آثار ما قبل التاريخ، وما قبل التاريخ الأوروبي، وعلم الآثار والثقافة الشعبية، والهندسة المعمارية، ومظاهر الجنسانية في ما قبل التاريخ. في الآونة الأخيرة، كانت أبحاثها حول تاريخ معيشة المباني وإنشاء المباني ذات المساحات الواسعة.
أكدت ترينغهام في كتابها الأول القناصون وصيادي السمك والمزارعون: 6000 إلى 3000 قبل الميلاد أنه ينبغي على العلماء أن يتمسكوا بالتحليلات العلمية للتحف الفنية الأثرية. وتقول إنه يجب على المرء الابتعاد عن صياغة التفسيرات الاجتماعية بناء على التحف الفنية الأثرية. ومع ذلك، فهي تشعر الآن أن هذا النهج العلمي الصارم يمثل نقطة ضعف، وتحتج بأنه ينبغي على المرء الاستفادة من النظرية الاجتماعية لمحاولة بناء عصور ما قبل التاريخ.
تستخدم ترينغهام وجهة نظر أثرية نسوية عندما يتعلق الأمر بمناقشة اهتماماتها في العلاقات بين الجنسين والأُسَر. على حد تعبيرها «إن كيفية التعبير عن تعقيدات الممارسة النسوية للبيانات الأثرية في ما يخص الآثار متعددة التفسيرات وعلى نطاقات متعددة يسمح بالاستماع إلى أصوات متعددة من الماضي والحاضر». طبقًا لوجهة نظرها، فإن وجهة النظر الذكورية في علم الآثار تتجاهل الجانب الميكروسكولوجي (المنزلي)، وبالتالي تقلل من قيمة دور المرأة في المجتمعات القديمة. تجنبت توضيح العلاقات بين الجنسين في وقت سابق من حياتها المهنية، ولكنها الآن تصرح بأن دراسة الأسرة في علم الآثار أمر بالغ الأهمية لا للعلاقات بين الجنسين فقط، بل أيضًا علم الآثار ككل. وعلى الرغم من أن لديها آراء نسوية حول أمور معينة، مثل تأكيد أهمية الجانب الميكروسكولوجي (المنزلي) في دراسة ما قبل التاريخ، فإن هذا لا يعني أنها تفقد موضوعيتها إزاء الأفكار الآخرى. تعاونت مارجريت كونكي وروث ترينغهام في وسائل الإعلام العامة متحدية حركة الآلهة التي تحاول أن تمحور الماضي حول الأمومة. بالنسبة إليهم، فإن تلك الحركة تستند في المقام الأول إلى أجندة نسوية.

### الحفريات البارزة

#### تشاتالهوك، تركيا
يعد موقع تشاتالهوك، الذي يرجع تاريخه إلى 9000 عام، أفضل موقع حُوفظ عليه من العصر الحجري الحديث إلى الآن. ويعتقد بعض علماء الآثار أنه أول مدينة للبشرية بسبب الأعمال الفنية المعقدة الموجودة في هذه المنطقة وتداعياتها الاجتماعية. ترينغهام هي مديرة علماء الآثار بيركلي في كاتالويوك، وهي تحت إدارة المدير العام للعمليات إيان هودر. بالنسبة لترينغهام، لا يعد موقع تشاتالهوك مهمًا فقط لأنه يشجع فريق من علماء الآثار على التفكير في أساس أعمالهم، بل لأنه قد يجعل من ممارسة علم الآثار النسوي حقيقة واقعة.

#### سيليفاك، صربيا في الوقت الحاضر
يستند كتاب سيليفاك: قرية في يوغوسلافيا تعود للعصر الحجري الحديث إلى حفريات أجرتها في موقع سيليفاك في يوغوسلافيا السابقة. وقد كان مشروعًا تعاونيًا تحت إدارة جامعة هارفارد وبيركلي والمتحف الوطني في بلغراد بين عامي 1976 و1978. يوضح هذا الكتاب الأهداف الأربع الرئيسية للمشروع، انطلاقًا من تقرير موقعي عن ثقافات فينيتشا التي تواجدت بين 5000 و4400 قبل الميلاد. الأول هو دراسة التسلسل الزمني والتطور الثقافي لثقافات العصر الحجري الحديث. وكان البحث الثاني حول عمليات التحول الاجتماعي-الاقتصادي في المجتمعات الزراعية المبكرة. الثالث هو محاولة دراسة تنوع نمط الاستيطان بين المستوطنات غير المغلقة والمستوطنات الطبقية في ثقافة فينيتشا، وكان الهدف الأخير هو دراسة نمط المستوطنات الإقليمية. تحاول ترينغهام تتبع تطور القرية بمجرد إدخال تكنولوجيا الأغذية وجعلها قرية دائمة ومستقرة.